# 타베 미카코
타베 미카코(일본어: 多部未華子, 1989년 1월 25일~)는 일본의 배우이다. 도쿄도 출신이며, 별명은 타베짱, 미카코짱, 소속사는 히라타 오피스이다. 신장은 158cm, 혈액형은 O형이다.

## 내력
2002년 스카웃되어 히라타 오피스에 들어갔으며, 같은 해 Janne Da Arc의 뮤직 비디오 〈Rainy ~아이노 시라베~〉에 출연하며 배우로 데뷔한다. 첫 드라마 출연은 같은 해에 방송된 《해피! 해피! 스페셜》이다. 2003년에는 영화 《히노키오》 오디션을 통해 쿠도 준 역에 뽑혔으며, 2005년에는 《히노키오》,《푸른하늘의 행방》에서의 호연으로 블루리본상 신인상을 받았다. 2007년《야마다 타로 이야기》로 민영 방송 연속 드라마에 히로인으로 첫 출연했으며, 2008년 7월에는 2009년 봄부터 방송된 NHK의 연속 TV 소설 《츠바사》 오디션에서 1593명의 참가자 가운데 주인공 츠바사 역으로 선발됐다. 2010년 에란도르상 엘란도르상 신인상을 받았으며, 2011년 1분기 드라마 《데카완코》로 민영 방송 연속 드라마 첫 주연을 맡았다. 《데카완코》로 제68회 더 텔레비전 드라마 아카데미 상에서 작품상, 감독상과 함께 생애 '첫' 여우주연상을 수상. 한국에는 특히 동명 만화를 원작으로 한 2010년 영화 《너에게 닿기를》에서 여주인공인 쿠로누마 사와코 역을 맡아 상대역인 미우라 하루마와 같이 알려졌다.

## 인물
- 두 남매.
- 히노데 중,고등학교, 도쿄 여자 대학 졸업. 대학을 휴학.유급 등으로 6년 간 재학 한 후, 2013년 3월에 졸업 한 것을 자신의 블로그에 밝혔다.
- 좋아하는 음식은 딸기, 어머니가 만든 고로케. 싫어하는 음식은 고추, 토마토, 가지.
- 취미는 음악감상, 요시모토 신 희극 감상. 특기는 재즈 댄스, 탭댄스 , 수영 .
- 아라가키 유이는 고등학교 동창이며 친한 사이. 미카코 보다는 나이가 많은 언니인 아야세 하루카는 식사를 같이하는 친한 사이.
- 오빠가 중학교 때 선물해준 담요를 계속 사용 중.
- 촬영 틈틈이 잠을 자는 배우. 아무리 현장이 소란스러워도 잠을 잔다는 공연자들의 증언.
- 생일이 아라시의 멤버 사쿠라이 쇼와 같아, 드라마 홍보 차 아라시 레귤러 예능 프로그램에 출연 할 때 이 사실을 사쿠라이 쇼가 자주 언급하고 있다.

## 출연

### 영화
- 2004년 《이유》
- 2005년 《히노키오》
- 2005년 《푸른하늘의 행방》
- 2006년 《루트 255》 #주연
- 2006년 《고야참플》 #주연
- 2006년 《밤의 피크닉》 #주연
- 2007년 《나는 당신을 위해 죽으러간다》
- 2007년 《서유기》
- 2007년 《무서운 동요 표의 장, 뒤의 장》 #주연
- 2009년 《피쉬 스토리》
- 2010년 《켄타와 준과 카요의 나라》
- 2010년 《너에게 닿기를》 #주연
- 2011년 《겐지 이야기: 천년의 사랑》
- 2011년 《한밤중에 활극을》 #주연
- 2012년 《라이어 게임: 재생》
- 2015년 《심야식당》- 쿠리야마 미치루 역
- 2015년 《피스 오브 케이크》 #주연
- 2016년 《수상한 그녀》 #주연
- 2016년 《심야식당 2》
- 2018년 《일일시호일》- 미치코 역
- 2018년 《러브스 트위스팅 패스》
- 2019년 《리틀 나이츠, 리틀 러브》
- 2020년 《구름 위에 살다》
- 2023년 《유랑의 달》 - 아유미 타니 역

### 극장판 애니메이션
- 2024년 《인사이드 아웃 2》 - 불안

### 드라마
- 2002년 《해피! 해피! 스페셜》
- 2003년 《동경소녀》
- 2004년 《이유》
- 2006년 《대안의 그녀》
- 2007년 《야마다 타로 이야기》
- 2008년 《사슴남자》
- 2008년 《야스코와 켄지》
- 2009년 《츠바사》 #주연 / 아사도라
- 2009년 《불모지대》
- 2010년 《GM: 춤춰라 닥터》
- 2011년 《데카 완코》 #주연
- 2011년 《지우 경시청 특수범 수사계》 #더블주연
- 2012년 《나니와 소년탐정단》 #주연
- 2012년 《오오쿠~탄생［아리고토·이에미츠 편］》
- 2013년 《라스트 호프》
- 2013년 《도쿄 밴드왜건~도시 대가족 이야기》
- 2014년 《내가 있었던 시간》
- 2014년 《기묘한 이야기》 2014 가을 특별편 옴니버스 드라마 "서프라이즈"
- 2015년 《영원의 제로》 SP
- 2015년 《도S형사》 #주연
- 2015년 《식물남자 베란다 시즌 2》 12화 비눗방울
- 2015년 《시각탐정 히구라시 타비토》 니혼테레비 SP
- 2016년 《우러러보니 존귀한》
- 2016년 《나에게 운명의 사랑이란 있을 수 없다고 생각했다》 SP
- 2017년 《시각탐정 히구라시 타비토》
- 2017년 《츠바키 문구점 ~가마쿠라 대서사~》 #주연
- 2017년 《먼저 태어났을 뿐인 나》

### TV 프로그램
- 지구 위기 2008 ~ 아무렇지도 않게 살고 있는 사람들에 ~ (2008년 1월 4일, TV아사히 개국 50 주년 기념 특별 방송)
- 절경! 아시아 기행 (2008년 6월, TBS)
- 아시아 스마일 (2009년 12월, NHK) - 나레이션
- 더 논픽션 (2010년 2월, 후지TV) - 나레이션
- Music Lovers (2010년 12월 5일, NTV) 출연
- 섬싱포 (2010년 12월 31일, 후지TV) 출연
- 정말 에코를 생각 지구 여행 ~ 내일에 힘 ~ (2011년 6월 3일, NTV)

### WEB
- NTT 서일본 제 4회 커뮤니케이션 대상 전화 부문 그랑프리 수상 작품 '첫사랑'- 스즈키 사쿠라 역
- OCN 무료 동영상 프로그램 Talking Japan
- UULA 오리지널 드라마 'I LOVE YOU ~ 마법의 버튼 ~

### CM
- ソニー 「PS2 ブロードバンド」 バンドの秘密 篇（2003年5月 - 7月）
- 松尾製菓 「チロルチョコ」 ちょこっと勇気を 篇（2004年2月）
- 積水ハウス コンサルティングハウジング2004 母はカウンセラー 篇（2004年8月 - 2006年2月）
- 積水ハウス パーソナルオーダーメイド 収納 篇（2006年）
- 積水ハウス 住まいの参観日'07（2007年）
- 積水ハウス 環境'08 Co2オフの暮らし篇、5本の樹計画篇（2008年）
- 積水ハウス 住まいの参観日'08 環境篇、自転車篇（2008年）
- 積水ハウス 住まいの夢工場'08 納得体感篇（2008年）
- 読売新聞 「yorimo」アイドル 篇（2006年6月 - 8月) / マリモ? 篇、アイドル 篇（2006年12月 - 2007年3月) / 人生駅伝論 父篇、娘篇（2006年12月 - 2007年3月）
- カルビー 「夏ポテト」 シャボン玉 篇（2006年6月 - 9月）
- 山崎製パン 「中華まん」 レンジ 篇（2006年10月 - 2007年1月）
- JR東日本 「エキナカ Dila大船」 駅で会いましょう 篇（2007年）
- サントリー 「南アルプスの天然水」 練習 篇（2007年）산토리 남알프스의 천연수 (2007년)
- 任天堂 ニンテンドーDSソフト 「ゼルダの伝説 夢幻の砂時計」（2007年）
- ユニクロ クリスマスギフト（2007年）유니클로 크리스마스 선물 (2007년)
- 三菱東京UFJ銀行 全国のみなさまへ 篇（2008年1月 - 6月）
- ケンタッキーフライドチキン ゆず絶景 篇（2008年9月) / みんなで囲むバーレル 篇（2008年12月）
- 大王製紙 「エリス ウルトラガード」 夜こそスピード 篇（2008年10月）
- ミニストップ 「ハロハロ」 夏を先取り篇（2009年5月）
- サッポロビール 「Draft one」 美女と猫篇（2009年7月）삿포로 맥주 "Draft one '미녀와 고양이 편 (2009년 7월)
- マリアージュ 마리아 쥬
- オルビス クリアシリーズ 오르비스 클리어 시리즈
- ハウスウェルネスフーズ C1000シリーズ 하우스 wellness 푸즈 C1000 시리즈（2011年2月 - ) 비타민 레몬 "원기있어라 마치"편 (2011년 2월 - 2012년 2월)
- ハウスウェルネスフーズ C1000シリーズ 하우스 wellness 푸즈 C1000 시리즈（2011年2月 - ）레몬 워터 "C 샤워"편 (2011년 2월 - 2012년 2월)
- 日産自動車 「マーチ」（2011年7月) 닛산 '마치'(2011년 7월)
- ACジャパン 「蜂と神さま」ナレーション (2011年7月) AC 재팬 "꿀벌과 하나님" 내레이션 (2011년 7월)
- スタッフサービス 「グッジョブ私・正しいがんばりかた」シリーズ サイボーグ022 役（2012年）
- クラシエ コッコアポA錠/コッコアポL錠（2012年）크라시에 콧코아포 (2012년)
- Ropé Picnic　玄関でピクニック,お部屋でピクニック篇（2012年）Ropé Picnic "현관에서 피크닉", "방에서 피크닉"편(2012년)
- Ropé Picnic　バカンスでピクニック篇（2013年）Ropé Picnic "바캉스에서 피크닉"편 (2013년)
- 亀田製菓「ハッピーターン」(2013年) 해피 턴 (2013년)
- 伊藤園 「お～いお茶」 香り、響きあう二人篇（2013年）이토엔 오~이오 차 "향기, 서로 영향을 주는 두 사람"편 (2013년) ※미우라 하루마 공동출연
- 三井住友カードローン（2013年）미쓰이스미토모은행 카드론 "찻집" "정원" "계곡"편 (2013년)
- 伊藤園 「お～いお茶」 おいしくすこやか, しあわせの香り（2013年）이토엔 오~이오 차 "맛있는 건강한", "행복의 향기"편 (2013년) ※미우라 하루마 공동출연
- キャンディークラッシュ（2013年）캔디크러쉬 (2013년)
- 花王「エイト・フォー」 多部さん近づきたい篇 (2014年 - ) 카오 8x4 "타베씨 가까이 다가가다" 편 (2014년 - )
- Ropé Picnic　新しいロペピクニック篇（2014年）Ropé Picnic "새로운 피크닉"편 (2014년)
- Ropé Picnic　Picnic in Paris篇（2014年 - ) Ropé Picnic "파리에서의 피크닉"편 (2014년 - )
- 花王「オーブクチュール」 (2014年 - ) 카오 오브 쿠뛰르 아이섀도우 (2014년 -)
- Facebook Japan 2014 겨울 CM 나레이션
- アサヒ飲料「三ツ矢サイダー」(2015年 - ) 미츠야 사이다 "하늘을 나는 사이다" 편 (2015년 - )
- アインファーマシーズ「アインズ＆トルペ」(2015年 - ) 아인즈앤토르페 "독서" "세탁" 편 (2015년 - )
- 大正製薬「ヴィックス メディケイテッド ドロップ」(2015年 - ) 타이쇼제약 VICKS 메이케이티드 드롭 "과일벨" 편 (2015년 - )
- プレナス「やよい軒」(2015年 - ) 프레네스 야요이 켄 (2015년 - )

### 무대
- 뮤지컬 "미소녀 전사 세일러 문"(2003년 7월 - 2004년 1월, 선샤인 극장 외) - 세일러 스타 힐러
- LOVE LETTERS (2009년 12월 10일, 파르코 극장)
- 농업 소녀 (2010년 3월, 각본 마츠오 스즈키, 도쿄 예술 극장) - 모모코 역
- 살로메 (2012년 5월 31일 - 6월 17일, 신 국립 극장) - 살로메 역
- 나를 놓지마 (2014년 4월 29일 - 5월 15일, 나라 사이타마 예술 극장 / 2014년 5월 30일 - 6월 3일, 오사카 우메다 예술 극장) - 소녀 역
- 키레이-하나님과 약속한 여자- (2014년 12월 5일 - 12월 30일 도쿄 Bunkamura 씨어터 코쿤 / 2015년 1월 8일 - 1월 18일 오사카 시어터 BRAVA) - 키레이 역
- 트윈스 (2015년 12월 6일 - 12월 30일 도쿄 PARCO극장 / 2016년 1월 6일 - 1월 11일 오사카 모리노미야 피로티 홀 등)
- 올랜도 (2017년 9월 23일~ 10월 9일 KAAT 가나가와 예술 극장 등)

### 뮤직 비디오
- Janne Da Arc 〈Rainy ~아이노 시라베~〉
- 샤카 래빗츠 〈실크〉
- DREAMS COME TRUE 〈GOOD BYE MY SCHOOL DAYS〉
- 안젤라 아키 〈아이노 키세츠〉
- THE BOOM <星のラブレター> (25주년 기념싱글 MV)

### 광고 모델
- 국토교통성 "도시 녹화 월간"(2006년 10월)
- avex "Beautiful Woman"(2006년 11월)
- 2006년도 봄 화재 예방 운동 용 포스터
- 경찰청 "익명 통보 다이얼 '홍보 포스터
- 중앙 노동 재해 방지 협회 2008년 "올해의 표어 '포스터
- 도쿄도 복지 인재 센터
- 경시청 "2 개의 110 '홍보 포스터
- 정보 처리 추진기구 "2009년도 추계 정보 처리 기술자 시험 ""(이) IT 여권 시험 "
- 농림수산성 "식사 밸런스 가이드 실천 주간 '포스터
- 참의원 의원 선거 포스터 (2010년 7월)

### 신문 연재
- 朝日中学生ウィークリー 아사히 중학생 위클리 <多部未華子のきいてほしい~ 타베 미카코의 듣고 싶어요~> (2013년 4월 ~ 2014년 3 월)
- 잡지 MORE <多部未華子の 本日、読了! 타베 미카코의 오늘, 독파!> (2015년 1월 ~ )

### 수상
- 2005년
  - 제15회 일본영화비평대상 신인상
  - 제48회 블루리본상 신인상
- 2006년
  - 제21회 다카사키 영화제 최우수 신인여우상
- 2007년
  - 제4회 월간 TV navi 드라마 오브 더 이어 2007 최우수신인상 (여자)
- 2009년
  - 제2회 골드 드림 어워드 문화예능부문
- 2010년
  - 2010년 에란도르상 엘란도르상 신인상
- 2011년
  - 제18회 요미우리연극대상 신인상 '농업 소녀'
  - 제18회 요미우리연극대상 우수여배우상 '농업 소녀'
  - 제68회 더 텔레비전 드라마 아카데미 상 여우주연상 "데카완코"
- 2013년
  - 제75회 더 텔레비전 드라마 아카데미 상 여우조연상 "오오쿠~탄생［아리고토·이에미츠 편]"